# Пастухов В'ячеслав Олександрович
В'ячеслав Олександрович Пастухов (рос. Вячеслав Александрович Пастухов; 3 жовтня 1999, Севастополь — 30 жовтня 2023, Кринки, Україна) — російський військовик, єфрейтор ЗС РФ. Герой Російської Федерації.

## Біографія
Закінчив Севастопольську школу № 4 і Севастопольський архітектурно-будівельний коледж. В 2019 році підписав контракт із ЗС РФ, служив в Севастополі. З лютого 2022 року брав участь у вторгненні в Україну, опертор дронів-камікадзе. Загинув у бою. Похований в Севастополі на Алеї Героїв на цвинтарі 5-й кілометр («Кальфа»).

## Нагороди
- Звання «Герой Російської Федерації» (2024, посмертно)[2][3][4][5]